# Caribbean Fantasy
Die Caribbean Fantasy war ein Fährschiff der American Cruise Ferries.

## Geschichte

### Einsatz als Fährschiff
Das Schiff wurde von der Werft Mitsubishi Heavy Industries in Kōbe als Victory (jap. びくとり, Bikutori) gebaut und lief am 19. März 1989 vom Stapel. Am 10. Juli 1989 erfolgte die Ablieferung an Higashi Nippon Ferry Co. Das Schiff wurde unter japanischer Flagge mit Heimathafen Muroran auf der Route Muroran–Oarai eingesetzt. 
Im September 1998 wurde es an Grandi Navi Veloci verkauft. Es kam unter italienischer Flagge in Fahrt, Heimathafen wurde Palermo. Ab März 1999 setzte Grimaldi Lines das Schiff zwischen Palermo und Livorno ein. Im Januar 2003 wechselte das Schiff auf die Route Genua–Tunis. Ab September 2006 bediente es die Route Genua–Barcelona–Tanger. 
Im Dezember 2007 wurde es an die mexikanische Reederei Baja Ferries verkauft und im Februar 2008 in Chihuahua Star umbenannt. Heimathafen wurde La Paz, Mexiko. Ab 2008 wurde das Schiff zwischen La Paz, Mazatlán und Topolobambo eingesetzt. 
Ab März 2011 charterte American Cruise Ferries das Schiff und setzte es zwischen San Juan und Mayaquez ein. Ab dem 26. Juli 2011 fuhr das Schiff als Caribbean Fantasy unter der Flagge Panamas.

### Feuer 2016
Am 17. August 2016 brach im Maschinenraum des Schiffes ein Feuer aus. Es befanden sich 500 Personen an Bord, die gerettet werden konnten. Etwa die Hälfte wurde verletzt. Dabei lief das Schiff auf Grund. Am 20. August 2016 konnte das Feuer im Schiff, das in San Juan an der Pier lag, gelöscht werden.
Im August 2017 wurde das Schiff an Somap International Pte Ltd verkauft, Heimathafen wurde Basseterre, das Schiff erhielt den Namen Fantasy.  Am 6. Oktober 2017 traf das in Fantasy umbenannte Schiff im Schlepp der Trheintayuno in Aliaga zum Abbruch ein.